# Letanovce
Letanovce este o comună slovacă, aflată în districtul Spišská Nová Ves din regiunea Košice. Localitatea se află la altitudinea de 508 m deasupra n.m., se întinde pe o suprafață de 21,38 km2 și în 2017 număra 2.280 de locuitori.

## Istoric
Localitatea Letanovce este atestată documentar din 1250.

## Demografie
| An:                | 1994 | 2004    | 2014    | 2024   |
| ------------------ | ---- | ------- | ------- | ------ |
| Număr de persoane: | 1717 | 2066    | 2276    | 2326   |
| Diferență:         |      | +20,32% | +10,16% | +2,19% |

| An:                | 2023 | 2024   |
| ------------------ | ---- | ------ |
| Număr de persoane: | 2305 | 2326   |
| Diferență:         |      | +0,91% |